# Octonoba wanlessi
Octonoba wanlessi är en spindelart som beskrevs av Zhang, Zhu och Song 2004. Octonoba wanlessi ingår i släktet Octonoba och familjen krusnätsspindlar. Inga underarter finns listade i Catalogue of Life.